# David Wilkie (nadador)
David Wilkie (Colombo, 8 de marzo de 1954-Reino Unido, 22 de mayo de 2024) fue un nadador británico especializado en pruebas de estilo braza, donde consiguió ser campeón olímpico en 1976 en los 200 metros.

## Carrera deportiva
En las Olimpiadas de Múnich 1972 ganó la plata en los 200 metros braza.
Cuatro años después, en los Juegos Olímpicos de Montreal 1976 ganó la medalla de oro en los 200 metros braza —con un tiempo de 2:15.11 segundos que fue récord del mundo— y la plata en 100 metros braza, con 1:03.43 segundos, tras el estadounidense John Hencken.
Y en el Campeonato Mundial de Natación de 1973 celebrado en Belgrado ganó el oro en los 200 metros braza y el bronce en los 200 metros estilos, y dos años después, en el Campeonato Mundial de Natación de 1975 de Cali, Colombia, ganó dos oros —en 100 y 200 metros braza— y bronce en 4x100 metros estilos.